# Parlants natius d'esperanto
Els parlants natius d'esperanto són persones nascudes en famílies en les quals es parla l'esperanto (i normalment altres llengües). Sovint un dels pares, o tots dos, escull usar l'esperanto com a llengua principal de comunicació amb els fills, que l'adquireixen, així, com uns altres xiquets adquireixen les seues llengües natives, de manera que el primer mot que aprenen a dir pot ser "panjo" o "paĉjo" (els equivalents, en esperanto, de mamà i papà). És habitual que estos xiquets esdevinguen bilingües, és a dir, parlants natius de dues, tres o més llengües. Hi ha casos, també, en què els dos pares usen l'esperanto entre ells, però usen una altra llengua per comunicar-se amb els fills. Prompte, els xiquets que volen comprendre les converses dels pares aprenen, almenys, a comprendre l'esperanto parlat.
L'esperanto no és la llengua principal de cap regió geogràfica del planeta, llevat de trobades temporals (com ara en convencions similars al Congrés Mundial d'Esperanto, la més gran convenció d'esperanto que hi ha) i d'institucions concretes (com ara l'oficina central de l'Associació Mundial d'Esperanto, a Rotterdam). A banda d'açò, els parlants natius tenen poques oportunitats de reunir-se, excepte en els locals en què estes trobades són planejades especialment. Per este motiu, alguns pares consideren important portar regularment els seus fills a convencions esperantistes. El Congrés Infantil d'Esperanto (Infana Kongreseto) té lloc cada any, simultani al Congrés Mundial d'Esperanto.
Probablement, els primers parlants natius d'esperanto del món van ser els fills de l'aragonès Emilio Gastón Ugarte: Emilia, Inés i Rafael. Emilia, la més jove (nascuda el 1904) seria, per tant, la primera parlant natiua d'esperanto. Tots tres van ser molt actius al moviment esperantista espanyol. Internacionalment, però, el parlant natiu d'esperanto més famós és el financer hongarès George Soros. També ho són Daniel Bovet, guardonat amb el Premi Nobel de medicina o fisiologia, les germanes jugadores d'escacs Zsuzsa, Zsofia i Judit Polgár, i l'escriptora i nena prodigi Winifred Sackville Stoner Jr. Molt famós va ser també Petr Ginz, una jove víctima de l'Holocaust nazi, el dibuix de la Terra vista des de la Lluna del qual va esdevenir un símbol internacional de l'Holocaust. La seva figura s'ha fet molt coneguda i s'ha usat en segells i cartells. El 2005 es va batejar l'asteroide 50413 Petrginz amb el seu nom. També a Catalunya hi ha alguns parlants natius d'esperanto.